# Dix (carte à jouer)
Pour les articles homonymes, voir Dix (homonymie).

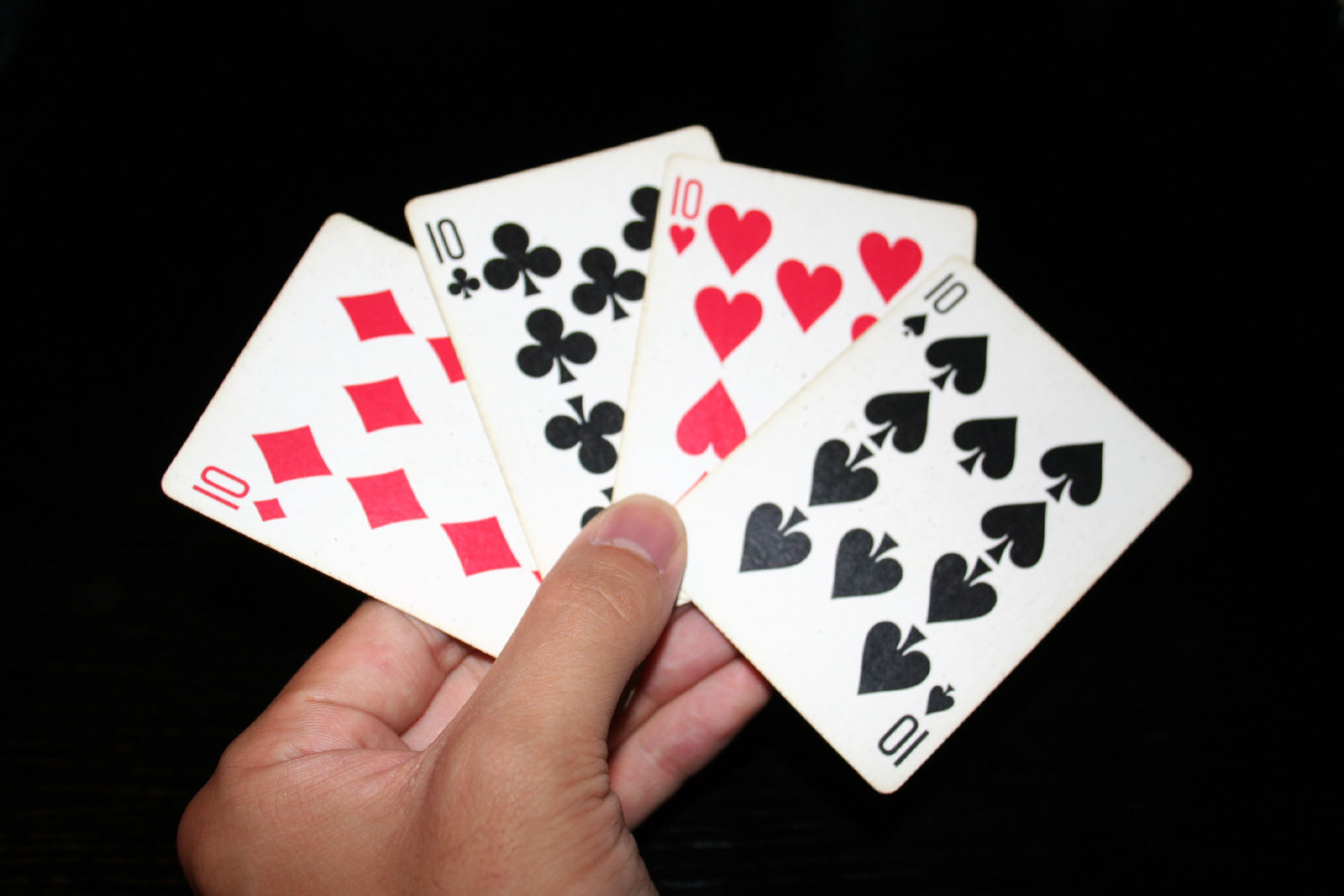
Une main de quatre dix portant les enseignes françaises.

Le dix est une valeur de carte à jouer.

## Historique
Si l'origine précise des cartes à jouer n'est pas connue, elles se sont diffusées en Europe par l'intermédiaire du monde arabe. Les cartes de tarot existent en Italie au début du XIVe siècle, tandis que les cartes non spécifiques au tarot apparaissent en Espagne 50 ans auparavant. Ces jeux de cartes comportent la valeur « dix ».
Pour des raisons pratiques et budgétaires (adaptation des cartes à différents jeux, réduction des coûts lors de l'impression, etc.), les jeux de tarot voient leur nombre de cartes diminuer, par suppression des atouts et des cartes de faible valeur. Tous les pays ne conservent pas les mêmes cartes, ni le même nombre de cartes au total. Par conséquent, les dix restent présents dans les paquets de cartes traditionnels de certains pays, tandis qu'ils sont absents d'autres.
- Les cartes suivantes proviennent du tarot de Visconti-Sforza, imprimé vers 1450 en Italie du Nord[3] :

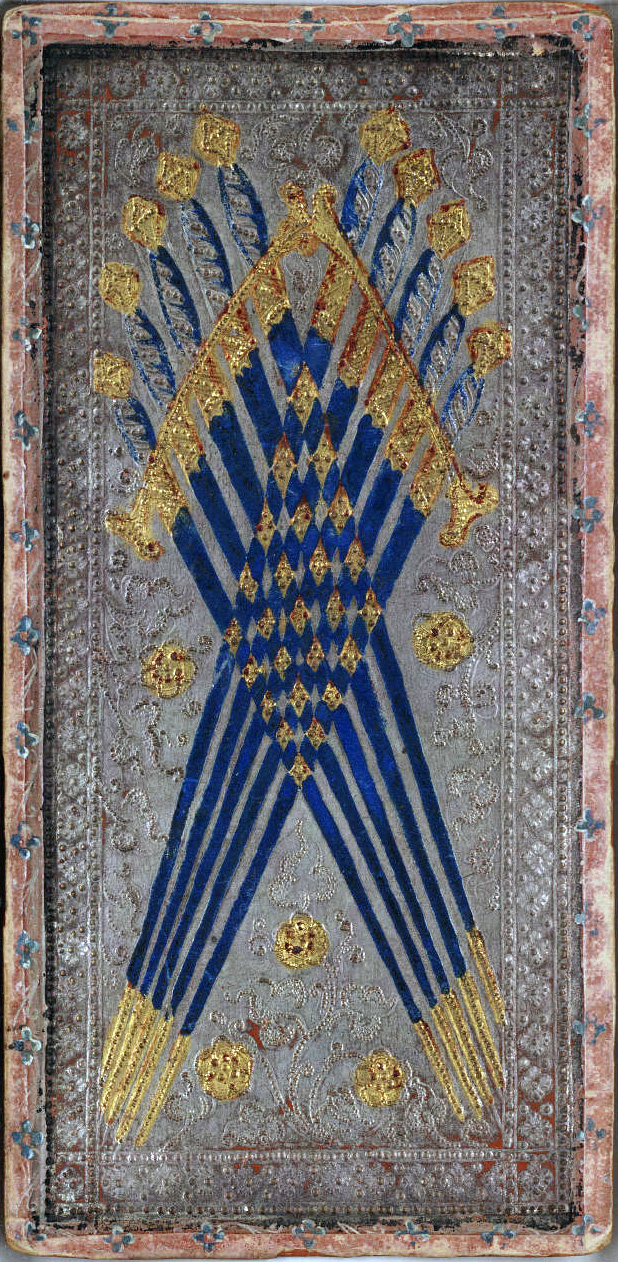
Dix d'épée.
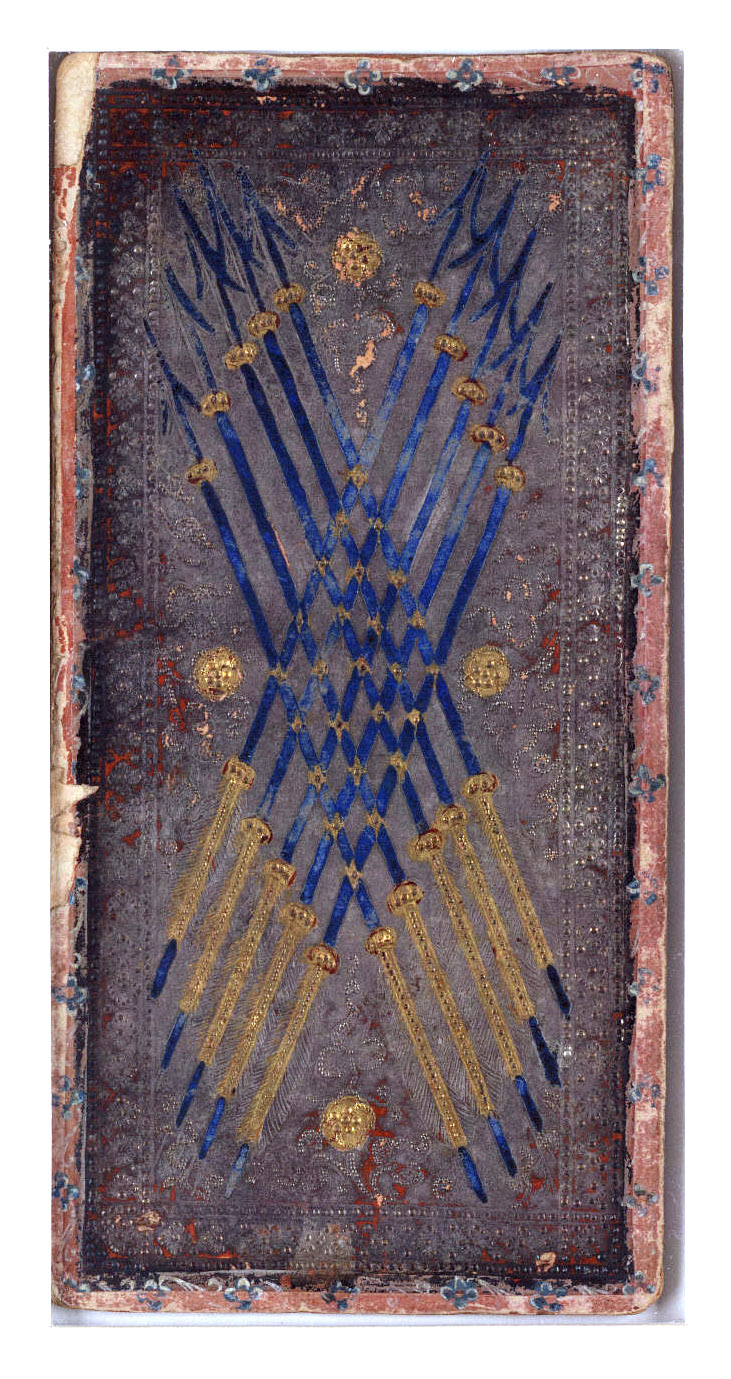
Dix de flèche (bâton).
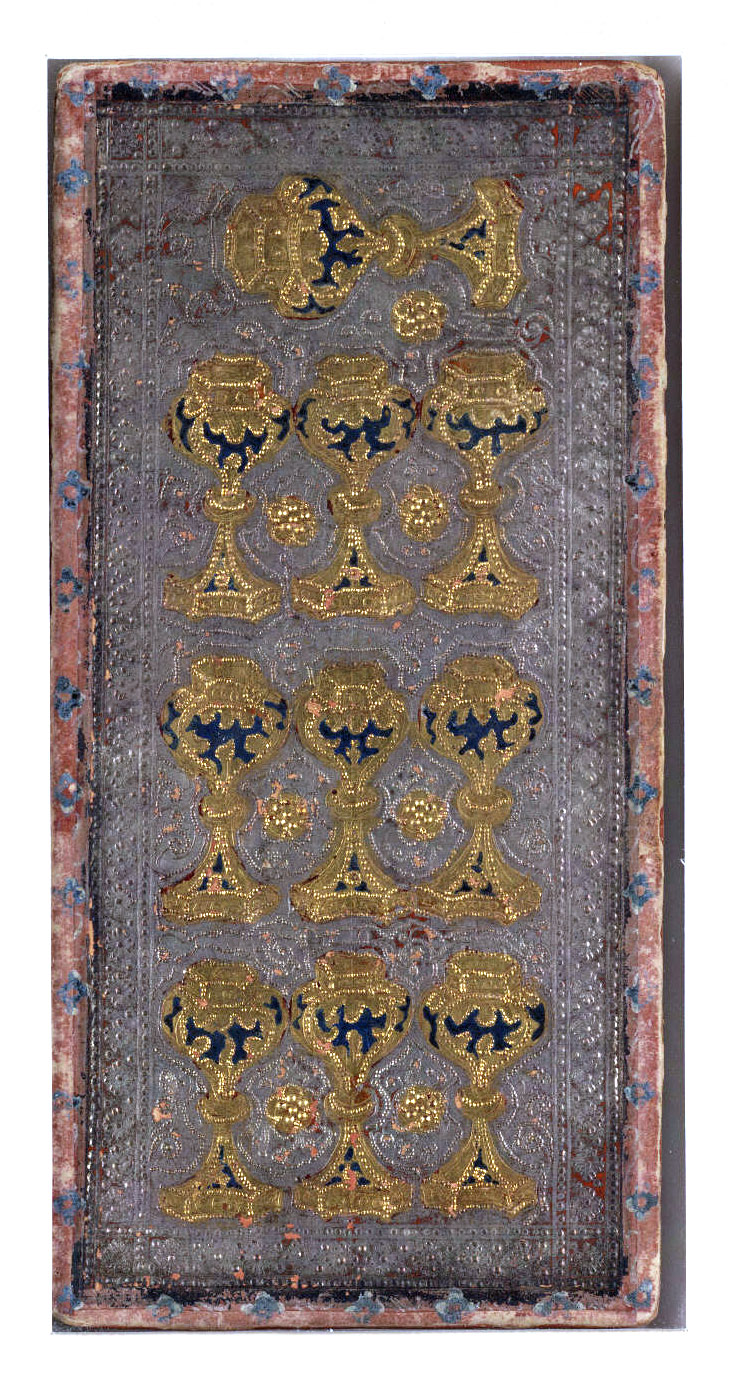
Dix de coupe.
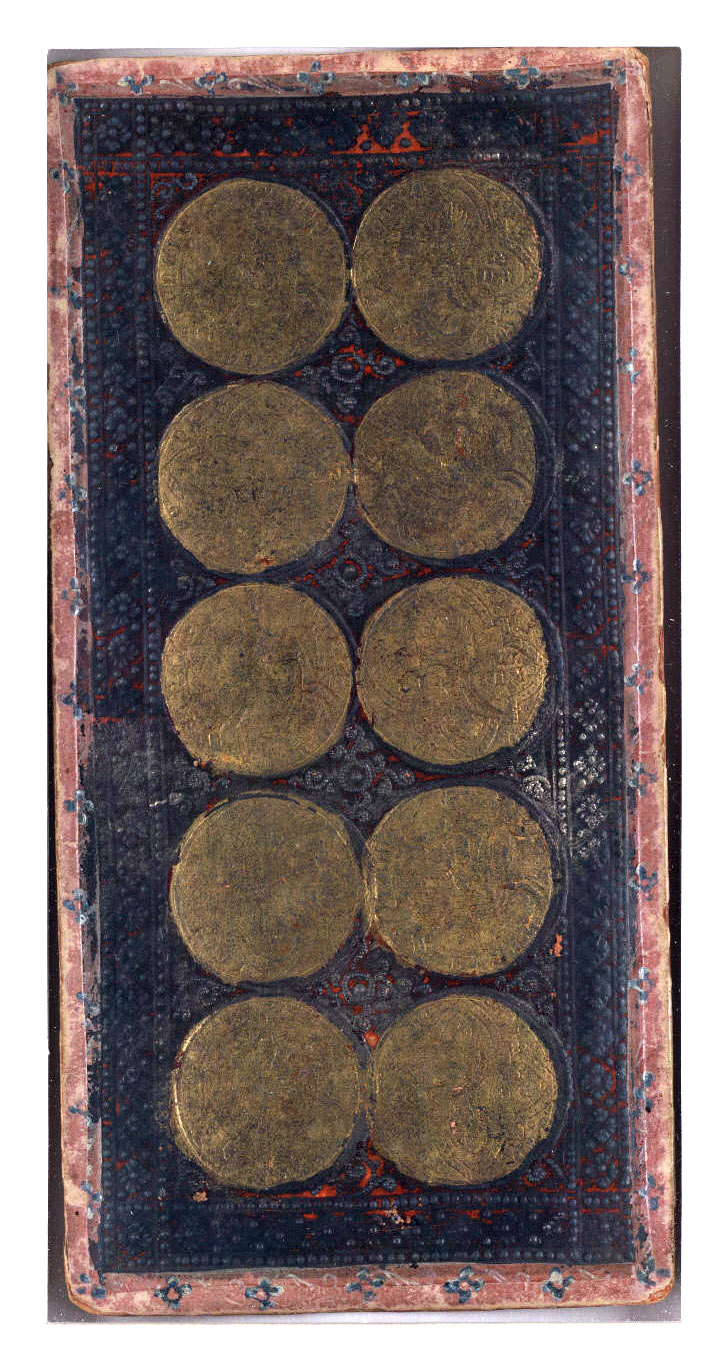
Dix de denier.

- Tarot de Wüst (fin du XIXe siècle, Francfort), prédécesseur du Tarot nouveau (actuellement utilisé pour le tarot français) :

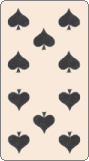
Dix de pique
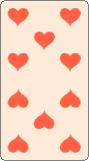
Dix de cœur
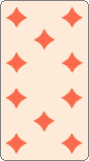
Dix de carreau
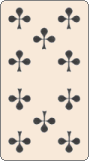
Dix de trèfle

## Usage

### Tarot
Le dix apparaît dans les paquets de la plupart des jeux de tarot, entre le neuf et le valet. Les enseignes et le dessin des cartes varient suivant les pays.
En France, les enseignes françaises sont généralement utilisées. Les cartes font usage d'un format assez long (60 × 120 mm), permettant de conserver en main un nombre de cartes assez fourni. Le style le plus courant est le Tarot nouveau, dessiné à la fin du XIXe siècle. Dans ce style, la valeur des dix est indiquée par dix enseignes : deux en haut, deux au quart, deux aux trois-quarts, deux en bas, la neuvième entre les deux lignes supérieures, la dernière entre les deux lignes inférieures ; les cinq enseignes inférieures sont orientées en sens contraire (permettant de lire la carte dans n'importe quel sens). La valeur « 10 » et l'enseigne sont indiqués dans chaque coin. Aucun autre dessin ne figure sur les cartes.

### Variations régionales
Du fait de l'évolution différente des jeux de cartes en Europe, le dix n'apparait pas dans toutes les régions :
- Le dix est présent dans les types de paquets suivants :
  - Jeu de 52 cartes (as, valeurs de 2 à 10, valet, dame et roi) :
    - Ce type de jeu est traditionnellement utilisé dans le nord de l'Italie, où il est muni des enseignes latines (bâtons, coupes, deniers et épées)[4],[1]
    - Avec les enseignes françaises (piques, cœurs, carreau et trèfles), il est largement répandu internationalement.

  - Jeu de 32 cartes (valeurs de 7 à 10, valet, dame, roi et as).
  - Jeu de 24 cartes utilisé au Soixante-six (9, 10, valet, dame, roi et as).

- Le dix n'est pas présents dans les types suivants :
  - Jeu de 48 cartes (valeurs de 1 à 9, valet, cavalier et roi), utilisé en Espagne avec les enseignes latines[5],[1]
  - Jeu de 40 cartes, dans sa variante portugaise (valeurs de 2 à 8, valet, cavalier, roi) ou espagnole et italienne (valeurs de 1 à 7, valet, cavalier, roi).

La valeur des dix dépend des jeux et des régions.
La galerie suivante présente les dix d'un jeu de cartes muni des enseignes françaises :

Dix de pique
Dix de cœur
Dix de carreau
Dix de trèfle

La galerie suivante présente les dix d'un jeu de cartes allemand muni des enseignes germaniques :

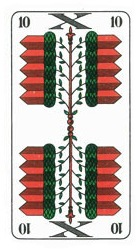
Dix de gland
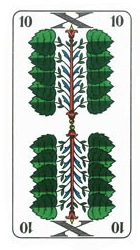
Dix de feuille
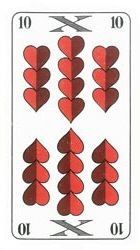
Dix de cœur
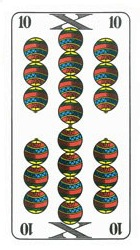
Dix de grelot